# Virgin Trains

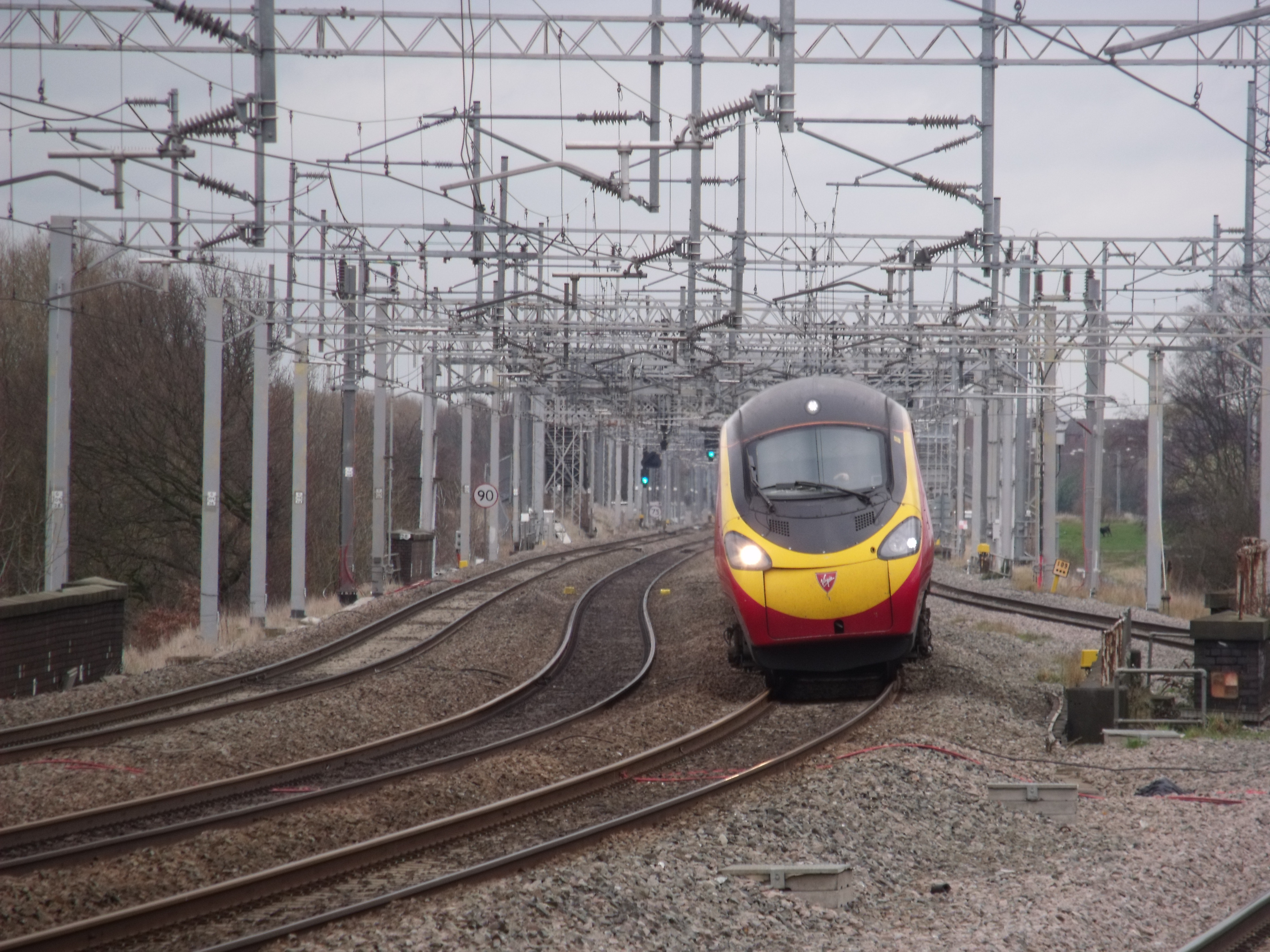
Pendolino společnosti Virgin Trains v Tamworthu

Virgin Trains byl provozovatel drážní dopravy ve Spojeném království, kde v letech 1997–2019 provozoval rychlíky na trati West Coast Main Line propojující Londýn, Birmingham, Manchester, Liverpool, Edinburgh a Glasgow. Jádrem jeho vozového parku je 56 souprav řady 390 (elektrické soupravy typu pendolino vyrobené firmou Alstom), kromě nich má zejména 20 dieselelektrických souprav řady 221.
Společnost Virgin Trains je z 51 % majetkem Virgin Group a z 49 % majetkem Stagecoach Group.